# Recilia elongatoocellata
Recilia elongatoocellata är en insektsart. Recilia elongatoocellata ingår i släktet Recilia och familjen dvärgstritar. Utöver nominatformen finns också underarten R. e. jenjouristi.